# アオリイカ黒焼きそば
アオリイカ黒焼きそば（アオリイカくろやきそば）は徳島県牟岐町の商工会青年部が2011年（平成23年）に開発した商品であり、牟岐町初のご当地B級グルメ。

## 概要
徳島県の海域で漁獲されたアオリイカを使ったイカ墨入りの焼きそばである。麺の生地にアオリイカの墨を練り込んであるのが特徴である。また、麺だけでなくソースにもアオリイカの墨を加えるのも特徴である。スパイシーな味わいである。具材はモヤシであり、トッピングは鉄板で軽く炒めたアオリイカ、鰹節、アサツキである。